# 荣高棠
荣高棠（1912年5月27日—2006年11月15日），原名荣千祥，别名高棠，男，汉族，直隶（今河北）霸县人，中国体育界领导人，奥林匹克勋章获得者。

## 生平
荣高棠1932年考入清华大学外语系，1936年加入中国共产党，其后长期负责领导青年运动。1949年任中国共青团中央书记，参加了接管清华大学。
1949年10月，中华人民共和国成立后，他被选为中华全国体育总会副主席，负责中共对体育界的领导。1952年率团赴芬兰赫尔辛基参加第15届夏季奥林匹克运动会。同年担任国家体委秘书长，1954年任副主任，实际负责国家体委工作。
文化大革命期间，遭受迫害，被关押于秦城监狱。1979年复职。1981年退休，任中顾委秘书长、宋庆龄基金会副主席。1983年，为表彰其对中国体育发展的贡献，国际奥委会向其颁发奥林匹克銀質勋章。1996年离休。
2006年11月15日，在北京逝世。